# こだわり采配シミュレーション お茶の間プロ野球DS
『こだわり采配シミュレーション お茶の間プロ野球DS』（こだわりさいはいシミュレーション おちゃのまプロやきゅうディーエス）は、2009年と2010年にナウプロダクションから発売されたニンテンドーDS用ゲームである。ここでは2010年度版について述べる。

## 概要
シミュレーション型のプロ野球ゲームで、監督視点で参加できるDS版ゲームである。（社）日本野球機構承認の2010年度版公式データを用いている。セ・パ合計516名が実名で登場し、フランチャイズ12球場+スカイマークスタジアムを舞台に、本物のプロ野球中継さながらの迫力で試合を楽しむことができる。選手の能力や試合状況を把握して、的確な指示を出すことが勝敗を左右する。

## 打撃・投球・守備指示
打撃
- セーフティーバント（セーフティーバント・送りバント・スクイズ・バスター）
- 転がせ（転がせ・エンドラン）
- ミート（ミート・エンドラン・犠牲フライ）
- 強振（強振・エンドラン・犠牲フライ）
- 待った
- 打球方向の指示
- 走塁指示（ランナーの任意・走れ・待て）

投球
- 球種指示
- 敬遠指示
- 牽制指示
- 投球のコース指示
- 全力投球
- 打たせて取る
- きわどく

守備指示
- 定位置
- 長打警戒
- 前進守備
- バントシフト
- 併殺シフト

## ペナントレース
12球団の中から好きな球団を1つ選んでペナントレースを遊ぶ。スタメンや先発ローテーションの選手起用や他球団の動向で選手の移籍やオリジナル選手の新規作成を駆使しながらシーズンを戦い、日本一を目指す。
「リーグ戦開始」→「セ・パ交流戦」→「オールスター戦」「リーグ戦終了」→「クライマックスシリーズ」→「日本シリーズ」となる。
- 代打/投手交代
- 代走/守備交代
- 中断セーブ
- データ
- スコア

を確認・指示が可能。

### 試合の流れ
試合前
- 選手登録:一軍・二軍の登録が可能。
- スタメン:試合のスターティングメンバーを設定する。パリーグでは指名打者が使える。

試合中
- 風向き
- 次の回の打順
- 試合のスコア
- マスコットキャラクターの演出

試合後
- テーブルスコア
- 試合経過
- 打撃成績
- 投手成績
- ハイライト/ホームラン
- リプレイ

### ペナントレースの時の成績
- セ・パ球団成績
- シーズンMVP
- 月間MVP（144試合制の時に限り）
- ベストナイン
- 打撃成績:打率、安打、打点、本塁打、出塁率、得点圏打率など。
- 投手成績:投球回、防御率、奪三振率、完投数など。

### 日程
日程を設定可能。
- 144試合＝交流戦24試合込み
- 72試合＝交流戦12試合込み
- 20試合
- 5試合

の4種類がある。

## 通信対戦
DSワイヤレス通信とニンテンドーWi-Fiコネクション(2010年度版専用)などでき、ボイスチャットも可能 (2010年度版専用)。

## 選手データ
- 背番号
- 名前
- 身長
- 体重
- 得意/苦手なコース

## オプション
- DH（指名打者）
- イニング数
- 延長戦の有無
- COM監督
- 判定表示
- リプレイ
- エラー
- 風
- カウント表示（SBOかBSOか）
- ゲーム差

## その他
- オープン戦が手軽に1試合楽しめる。球団や時間帯、球場などが設定可能。
- オールスター